# Mordet på Anna Lindh
Mordet på Anna Lindh fandt sted den 10. september 2003 i varehuset NK i Stockholm. Anna Lindh var på mordtidspunktet en af socialdemokraternes ledende politikere. Hun havde siddet i Sveriges regering siden 1994, og var Sveriges udenrigsminister fra 1998 til sin død.
Mordet blev udført i slutningen af valgkampagnen i forkant af den svenske folkeafstemning om indførelsen af euro, som skulle holdes den 14. september 2003, med Anna Lindh i spidsen for indførelse af euroen. To uger efter mordet blev gerningsmanden Mijailo Mijailović pågrebet af politiet og senere dømt til fængsel på livstid for mord.

## Hændelseforløbet
Klokken 15.45 om onsdagen den 10. september 2003 forlod Lindh og hendes veninde Eva Franchell, udenrigsministeriets lokaler. De havde på dette tidspunkt ingen livvagt, eftersom SÄPO ikke forudså nogle reelle trusler. De gik ind i indkøbscenteret Gallerians sydlige entré, gennem centret og stoppede ved butikken Jackpot, hvor Lindh købte en sweater. De fortsatte videre ud gennem Gallerians hovedindgang mod Hamngatan, hvor de krydsede Regeringsgatan og gik ind i varehuset NK, hvor de lidt efter klokken 16, tog rulletrappen op til anden etage.

### Overfaldet
Lindh og Franchell vandrede rundt i dameafdelingen på anden etage, på udkig efter noget tøj som Lindh kunne have på til den afsluttende tv-debat op til EU-afstemningen. I modebutikken Filippa K, stod Lindh og så på en jakke da en mand, Mijailo Mijailović, stormede ind i butikken og kastede sig over hende. Med en kniv, stak han hende i maven og på armene. Franchell skreg højlydt og slog ham på hans venstre underarm, hvilket fik Mijailović til at slippe Lindh, som faldt ned på gulvet. Han kiggede derefter kort med sammenknebne øjne på Franchell, hvorefter han hurtigt flygtede fra stedet. Overfaldet fandt sted kl. 16.13.
En mand, som bevidnede hændelsen, bad ekspedienten om at ringe efter en ambulance og forsøgte desperat at stoppe blødningen. Lindh var på dette tidspunkt ved fuld bevidsthed, og bad Franchell om at ringe til ægtefællen Bo Holmberg.
Hurtigt gik Mijailović ned til rulletrappen, hvor han slap eller tabte sin kniv. Et vidne tog vare på kniven, og med hjælp fra en ekspedient, blev den pakket ind i silkepapir. Mijailović forlod varehuset NK via udgangen mod Regeringsgatan, hvor han fortsatte op ad gaden. Han kastede holderen til kniven i en skraldespand, og gik ind i Salénhuset, hvor han kastede sin marineblå kasket i en skraldespand, før han gik ind i en frisørsalon, hvor han bad om at få klippet sit hår. Frisøren forklarede, at det ikke var nogen ledige frisører, og Mijailović forlod derefter salonen.
Tilbage i varehuset NK, ydede kunder og personale førstehjælp til Anna Lindh. Hun blødte kraftigt, men var stadig ved bevidsthed. Franchell ringede til statsminister Göran Perssons statssekretær Lars Danielsson. Statsministeren selv befandt sig om bord på statsflyet, som netop var landet i Bromma Lufthavn.
Da ambulancepersonalet ankom til NK, målte de blodtrykket som viste sig at være lavt, hvilket indikerede, at Lindh havde mistet meget blod og var ved at gå i shock, og hun begyndte at miste bevidstheden. De gav hende ilt, og standsede midlertidigt hendes blodtilførsel til benene (aorta-kompression), hvorpå Lindh kom til bevidsthed igen. Franchell fik lov til at tage med ambulancen, som forlod Hamngatan kl. 16.33 og kørte via Sveavägen mod Karolinska Universitetssjukhuset.

### Operation og død
Ved ankomsten til Karolinska Universitetssygehus klokken 16.39, var Lindh ved fuld bevidsthed, men der var tegn på indre blødninger. Det blev derfor besluttet, at man skulle foretage en operation. Lindh havde fået flere alvorlige knivstik i brystet, maven og på armene. Blodtrykket sank hurtigt, som følge af, at hun havde lidt et stort blodtab. Operationen startede omtrent kl. 17.00. Ved operationsbordet kunne lægerne konstatere, at Lindh havde en kraftig blødning fra leveren, og fra flere store blodkar i maven. Omfattende blodtransfusion var nødvendigt under hele operationen.
Operationen forløb over flere timer, mens blødningen blev væsentligt reduceret. Under den lange operation, blev der tilkaldt ekstra personale, for at bedømme effekten af den indsatte behandling, og samtidig udførtes avanceret angiografi. Om natten blev Lindhs kritiske tilstand forbedret med stabiliseret cirkulation. Klokken 03.00 beskrev to af lægerne hendes tilstand som kritisk, men stabil, foran et hav af journalister. Blødningen blev anset for at være under kontrol, og Lindh havde modtaget store mængder blod.
Klokken 04.30 oplevede man stor forvirring, på grund af blødningshock. På trods af, at alt nødvendig medicinsk ekspertise og teknisk udstyr hele tiden var i brug, var det ikke nok til at redde Lindhs liv. Og hun blev erklæret for død klokken 05.29. Det var en rystet statsminister Göran Persson, som senere på morgenen holdt en pressekonference, hvor han fortalte, at Anna Lindh var gået bort.

#### Umiddelbart efter mordet
Klokken 16.41 udgav nyhedsbureauet TT nyheden om, at udenrigsministeren var blevet stukket med en kniv.
Göran Persson indkaldte til pressekonference i Rosenbad kl. 18.00, hvor han meddelte, at udenrigsministeren var blevet angrebet og lå på operationsbordet. Han fortalte desuden, at han indstillede alle aktiviteter knyttet til afstemningskampagnen indtil videre, muligvis med undtagelse af fredagens slutdebat i SVT. Statsministeren deltog i yderligere en pressekonference kl. 22.00 hvor han meddelte, at han skulle træffe Riksdagens partiledere dagen efter for at diskutere, hvordan kampagnen nu skulle fortsætte.
Kort efter klokken 7.30 den 11. september, fik to tjenestemænd fra Sveriges regering, som befandt sig på sygehuset hele natten, besked fra lægerne om, at Lindh var død. De tog herefter kontakt med statssekretær Lars Danielsson, og gav ham samme besked. Danielsson ringede til statsministeren, som indkaldte til pressekonference for at meddele befolkningen om Lindhs død. Klokken 09.13 udgav TT nyheden: "Udenrigsminister Anna Lindh er død af de skader, hun pådrog sig ved gårsdagens knivoverfald i Stockholm".
Om formiddagen mødte statsminister Persson de øvrige partilederne for at diskutere valgkampagnen, og man fandt frem til den konklusion, at alle aktiviteter skulle indstilles, men folkeafstemningen skulle holdes som planlagt.

## Politiets efterforskning
Mindre end én time efter mordet, blev kriminalkommissær Christer Nilsson ved länskriminalens voldsafdeling, udvalgt som forundersøgelsesleder. Politiets ledelsescentral kunne næsten omgående tage imod tips fra offentligheden. Politiet besluttede ikke at spærre tunnelbanen, eftersom det ville have skabt kaos ved bustrafikken og tunnelbanen midt i myldretiden. Vidneforhørene indledtes samme aften, blandt andet med flere af vidnerne fra NK. Politiets kriminaltekniker undersøgte butikslokalet for spor efter morderen.
Senere på aftenen, blev overanklageren Agneta Blidberg udnævnt til chef for forundersøgelsen, mens Länskriminalens chef Leif Jennekvist skulle lede den. Den påfølgende dag, tog politiet hånd om flere tusind timers lange indspilninger fra overvågningskameraene i det centrale Stockholm. På varehuset NK, havde overvågningskameraene fanget blikket af en mand, som passede til vidnebeskrivelserne af gerningsmanden: En yngre, slank mand med kasket, grå jakke og grønne bukser, som løb rundt i butikkerne, uden at se på varer. Frisøren i Salénhuset, som Mijailović havde forsøgt at blive klippet hos, lod sig forhøre af politiet, og gav en god beskrivelse af manden.
Billederne af den mistænkte, blev lagt ind i politiets interne register Akutinfo om formiddagen den 12. september, i håb om, at nogle politimænd rundt om i landet kunne kende ham, så han kunne identificeres. Om morgenen den 13. september publicerede både Aftonbladet og Expressen politiets billeder af manden.
Politiets gruppe, til at finde gerningsmandens profil, blev hurtigt koblet til sagen, og de antog, at mordet ikke var udført af en lejemorder, eftersom det ville have været usandsynligt, at lejemordere ville myrde nogen med kniv, på et varehus fyldt med vidner. Gruppen udtalte, at det ikke kunne være et røverisk mord af en narkoman eller psykisk ustabil person, eftersom personen i købecentrets dameafdeling ville blive hurtigt håndteret af sikkerhedsvagterne. Det virkede heller ikke troligt, at en sådan person ville vælge et sted som NK, til at udføre sådan en handling. Det faktum, at gerningsmanden passerede massevis af mennesker før han overfaldt Lindh, tydede på, at han ville have udvalgt hende på forhånd. Gruppen bedømte, at mordet blev begået af en person, som brugte gerningen som et middel, for at kommunikere med omverdenen – en person som vanligvis kan kontrollere sig, men som i visse situationer, fuldstændig mister kontrollen over sig selv.
En kriminalteknisk undersøgelse af den marineblå kasket, viste 150 små skindfibre fra skindjakken som Anna Lindh havde anvendt. Kasketten kom altså fra gerningsstedet.
Den 14. september fik politiet et tip om, at gerningsmanden var i 25-års alderen, og hed Mikael samt, at han kom fra Jugoslavien og havde tidligere boet i Gröndalsvägen i Hovsjö udenfor Södertälje. Senere samme dag, fik politiet endnu et tip, der påpegede, at manden lignede en psykisk ustabil 25-årig, bosat i Tullinge fra Jugoslavien. Ifølge personen der gav tippet, havde denne Mikael både klippet håret og brændt sit tøj, samme dag som Anna Lindh blev dræbt. Det første tip, førte til at politiet begyndte at lede i deres registre, efter en som hed Mikael, og havde boet på den angivende adresse i Hovsjö. Det viste sig, at Mijailović havde boet der, og at han nu var bosat i Tullinge. Med tanke på hans tidligere lovbrud, havde han stadig kontakt med psykiatrisk afdeling, og at hans pasbillede var i lighed med manden på politiets billeder, besluttede ledelsen for gruppe sig for, at politiet skulle begynde at behandle ham.

### Den 35-årige
Den 14. september modtog politiet flere tip om, at manden på billederne var en kendt 35-årig, som i forvejen var dømt for 40 lovbrud. Tipsene kom fra flere troværdige personer, som havde mødt den 35-årige. Politiet forhørte mandens mor, som troede, at det var hendes søn på kamerabillederne fra NK. Manden havde ikke nogen fast bopæl, og nationella insatsstyrkan blev brugt ved et tilslag mod mandens far, i sit hus i det sydlige Sverige, da politiet troede, at han opholdt sig der.
Sent på aftenen, mandag den 15. september, blev der udstedt en arrestordre på ham, som mulig mistænkt for mordet på Anna Lindh. Klokken 21.07 om aftenen den 16. september blev manden pågrebet på restauranten East End Company i nærheden af Råsundastadion i Solna. Han var derfor at se til fodboldkampen på mellem Djurgården og Hammarby, som blev spillet på det nævnte fodboldstadion. Han blev efterfølgende ført til Kronobergshäktet, hvor man tog DNA-prøver. Gunnar Fal blev udnævnt til forsvarsadvokat. Fredag den 19. september blev den 35-årige arresteret af Stockholms tingsrätt, som mulig mistænkt for mordet på Anna Lindh.
Den videre udvikling, blandt andet analysen af kniven og kasketten, gjorde at manden blev sluppet løs den 24. september.

### Mijailo Mijailović
Efter at have forladt Salénhuset, stoppede Mijailović en taxa udenfor Dramaten og bad om at blive kørt til Tullinge. Da taxaen var fremme udenfor Mijailović's mors lejlighed i Tullinge, spurgte Mijailović om, hvor meget det ville koste ham at køre videre til Södertälje. Taxachaufføren svarede, at det ville koste 300 til 400 SEK, og Mijailović svarede efterfølgende, at han ville gå op og hente pengene. For ikke at gå glip af betalingen for den første del af turen, fulgte chaufføren efter ham op til lejligheden og ventede ved indgangsdøren. I lejligheden fortalte Mijailović, hvad han havde gjort mod sin mor, og samlede noget tøj i en blå sæk, og tog 3.000 SEK med sig.
Turen gik derefter til Hovsjö, udenfor Södertälje. I et skovområde, skiftede Mijailović, sit tøj, og lå det gamle ligge i en taske, som han forsøgte at sætte ild til. Forsøget mislykkedes, og i stedet gemte han tasken under et grantræ. I Hovsjö, bosatte Mijailović sig hos en bekendt, hvor han blev resten af aften for at følge TV-nyhederne.
De kommende dage boede Mijailović hos en kammerat, som boede med sin kæreste i en lejlighed i Solna. Kæresten følte, at Mijailović opførte sig mere og mere mærkeligt, og da han den 16. september nægtede at forlade lejligheden, ringede hans kammerat til politiet. Politiet førte Mijailović til Sankt Görans sjukhus.
Den 17. september kontaktede kammeraten politiet, og fortalte, at han troede, at Mijailović var interesserant for politiet i arbejdet med at opklare mordet. Den 19. september blev kammeraten afhørt af politiet, og han fortalte, hvad Mijailović havde drevet med den sidste tid. Ifølge kameraten, var Mijailović meget i lighed med manden på billedet. Politiet tog også vare på hår fra kammeratens lejlighed, for at kunne sammenligne disse med hårstråene i kasketten fra gerningsstedet.
For at få fat i Mijailović's DNA, valgte ledelsen i gruppen at hente hans PKU-test fra Huddinge sjukhus. PKU-registret indeholdt blodprøver af næsten alle, som er født i Sverige efter 1975. Af blodprøven, kunne man få et DNA-bevis frem. Mordvåbenet blev sendt til Forensic Science Service i Birmingham, Storbritannien, og laboratoriet kunne den 24. september meddele, at der var DNA-spor fra to personer på mordvåbenet: Fra Anna Lindh og Mijailović.

## Retsprocessen
Den 24. september blev Mijailović pågrebet i hjemmet i Tullinge af nationella insatsstyrkan. På Kronobergshäktet fik han at vide, at han var mistænkt som morderen på Anna Lindh. På egen opfordring blev han tildelt advokaten Peter Althin som forsvarsadvokat. Den 26. september blev han arresteret som sandsynlig mistænkt for mordet. Retten besluttede også, at Mijailović skulle gennemgå en såkaldt § 7-undersøgelse for at fastslå, om han led af en alvorlig psykisk forstyrrelse.
Etter pågribelsen, blev hans mor forhørt, og hun fortalte, at hun var rejst tilbage til skovområdet i Hovsjö med sin søn, det var her han havde gemt tasken med sit gamle tøj. Han havde hældt en hel flaske Slivovits over den grå Nike-trøje, som han havde på under overfaldet.
Han nægtede sig skyldig frem til den 6. januar 2004, da han erkendte mordet over for sin advokat. Mijailović berettede, at han den 10. september havde følt sig dårlig, og at han ikke havde sovet i flere døgn. Han rejste ind til Stockholm centrum, hvor han har fortalt, at en indre, uimodståelig stemme, beordrede ham til at angribe Lindh.
Under rettergangen i perioden fra den 14. til 19. januar, fastslog Stockholms tingsrätt, at Mijailović alene bar ansvaret for mordet og besluttede, at han skulle gennemgå en større retspsykiatrisk undersøgelse. Den 9. marts var undersøgelsen færdig, og det det blev erklæret, at Mijailovic var frisk nok til at kunne modstå fængselsstraf. Retssagen påbegyndte igen den 16. marts. Den 23. marts blev Mijailović dømt til fængsel på livstid af en enstemmig byret.
Byrettens dom blev anket til Svea hovrätt, som den 8. juli 2004 dømte Mijailović til retspsykiatrisk behandling, en ordning, som anklagerne kunne kræve vedtaget med udskrivning fra en institution og derefter sat for en forvaltningsdomstol. Videre anke blev behandlet af Sveriges højesteret fra den 10. november samme år, og Mijailović blev den 2. december dømt til fængsel på livstid.